# Funabashi
Funabashi (jap. 船橋市, -shi) ist eine Großstadt in der Präfektur Chiba auf Honshū, der Hauptinsel von Japan.
An der Küste Funabashis zum Pazifischen Ozean befinden sich Fischfanggebiete und einer der größten Fischmärkte in der Region. Daneben werden in der Stadt Stahl und Holzprodukte hergestellt. Der Landmaschinenhersteller und Agrartechnikkonzern Kubota betreibt mit dem Keiyo-Werk und rund 9000 Mitarbeitern eine der größten Produktionsstätten in Funabashi. Außerdem ist die Region bekannt für ihre Obstprodukte, allen voran Birnen und Trauben. Daneben werden aber auch Wassermelonen, Kakis und Mandarinen angebaut.

## Geographie
Funabashi liegt östlich von Ichikawa und ca. 20 km entfernt von Tokio, westlich von Chiba und südlich von Kashiwa an der Bucht von Tokio. Die Stadt ist weithin für ihre bevorzugte Lage in der Metropolregion Tokio bekannt.

## Kultur und Sehenswürdigkeiten

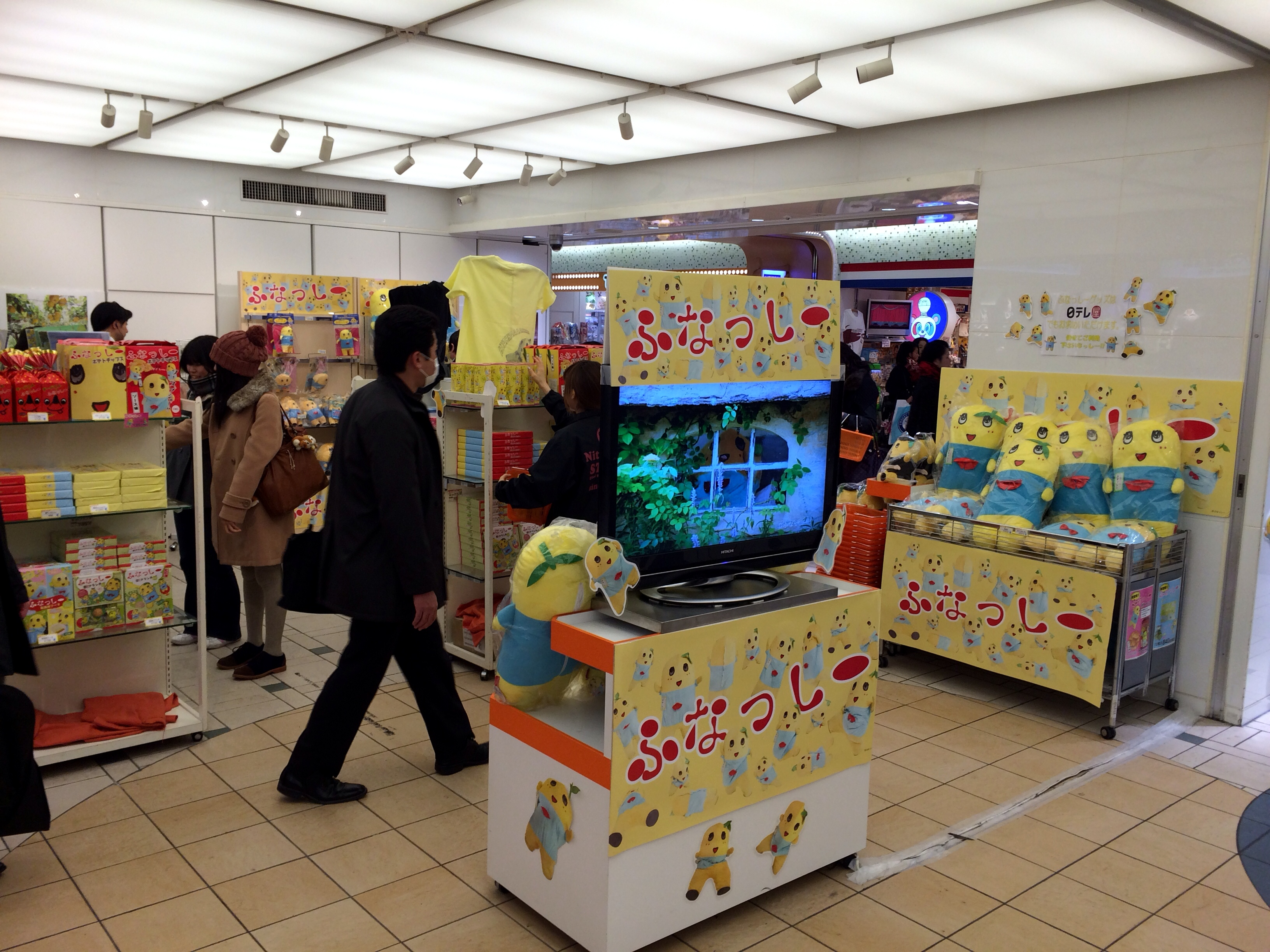
Ladengeschäft mit Funassyi-Produkten

In Funabashi gibt es einen Hans Christian Andersen Themen-Park. Hier finden sich auf einem ca. 37 Hektar großen Areal neben einer Märchenwelt auch eine große Windmühle und Spielplätze. Der Park ist eine Nachbildung der Heimatstadt von Hans Christian Andersen, Odense in Dänemark. Odense ist eine der Partnerstädte von Funabashi.
Mit der äußerst beliebten Kunstfigur Funassyi, einer Birne, hat die Stadt Funabashi ein semi-offizielles Maskottchen, das weit über die Grenzen Japans hinaus Bekanntheit erlangt hat. Funassyi hat u. a. ein eigenes Musikalbum bei Universal Japan veröffentlicht und eine animierte TV-Serie hervorgebracht. Außerdem gibt es seit 2015 den weltweit ersten Flagship-Store in der LalaPort Tokyo Bay Mall in Funabashi.

## Wirtschaft
- Wirtschaftlich bedeutsam sind unter anderem die Metall- und die Textilindustrie, optische Industrie, Elektro- und Automationstechnik, Landwirtschaft und Fischerei.
- Der im benachbarten Narashino sitzende Technologiekonzern Toyo Engineering Corporation betreibt hier seit 2013 eine Niederlassung und Produktionsstätte. Der Präzisionsmaschinenhersteller DMG Mori, vor allem bekannt für CNC-Fräs- und Drehmaschinen, ist mit einer Produktionsstätte und einem eigenen Campus vertreten.[3] Huawei hat 2017 mit dem Bau einer 45 Millionen US-Dollar teuren Fabrik für Netzwerkausrüstung, der ersten dieser Art in Japan, begonnen.[4]
- Bosch Packaging Technology entwickelt und montiert am Standort Funabashi Prozess- und Verpackungsmaschinen sowie Robotertechnik für die Nahrungsmittel- und Pharmabranche.[5]
- Mit Sapporo Beer ist einer der größten japanischen Bierproduzenten in Funabashis Keiyo-Distrikt vertreten, hier werden 40 Prozent der Gesamtproduktion für den japanischen Markt abgedeckt.[6]
- Mit dem Funabashi Morino City Projekt[7] wurde ein großangelegtes Konversionsflächen- und Wohnraumförderungsprojekt auf über 17 Hektar eines ehemaligen Fabrikgeländes durchgeführt. Dabei setzte man auf die Verbindung von urbaner Infrastruktur und nachhaltigem Bauen und Wohnen sowie einem ökologischen Ansatz der Energienutzung. Insbesondere wurde auch die Elektromobilität stark berücksichtigt. Hierfür erhielt die Stadt Funabashi im Jahr 2016 das ÉcoQuartier-Zertifikat vom französischen Ministerium für Wohnungsbau.

## Verkehr
- Zug:
  - JR:
    - Sōbu-Hauptlinie: Bahnhof Funabashi nach Chiba oder Chōshi
    - Musashino-Linie: Bahnhof Nishi-Funabashi nach Saitama und Fuchū
    - Keiyō-Linie: nach Tokio oder Chiba

  - Tōkyō Metro: Tōzai-Linie
  - Keisei-Hauptlinie: nach Ueno und Narita
  - Tōbu: Noda-Linie: Bahnhof Funabashi nach Kashiwa und Omiya (Saitama)
  - Shin-Keisei-Linie: nach Matsudo oder Narashino
  - Hokusō-Linie: nach Katsushika oder Inba
  - Tōyō-Schnelllinie: nach Yachiyo
- Straße
  - Higashi-Kantō-Autobahn: nach Kashima
  - Nationalstraße 14: nach Tokio oder Chiba
  - Nationalstraße 16: nach Saitama, Yokohama, Hachiōji oder Chiba

## Städtepartnerschaften
- Odense (Dänemark)
- Hayward (Kalifornien, USA)
- Xi’an (China)

## Söhne und Töchter der Stadt
- Jumpei Takiguchi (1931–2011), Synchronsprecher und Erzähler
- Masaharu Ueda (1938–2025), Kameramann
- Yoshihiko Noda (* 1957), Politiker
- Katsuhiko Nishijima (* 1960), Anime-Regisseur
- Takashi Sekizuka (* 1960), Fußballspieler und -trainer
- Tomokazu Sugimoto (* 1968), Jazzmusiker
- Yoshihiro Natsuka (* 1969), Fußballspieler
- Tōru Oniki (* 1974), Fußballspieler und -trainer
- Maho Hanaoka (* 1976), Leichtathletin
- Naoshi Nakamura (* 1979), Fußballspieler
- Juko Kawaguti (* 1981), russische Eiskunstläuferin
- Hiromichi Katano (* 1982), japanischer Fußballspieler
- Mai Kuraki (* 1982), JPop-Sängerin
- Tomohisa Yamashita (* 1985), JPop-Sänger und Schauspieler
- Hayato Mine (* 1992), Fußballspieler
- Mai Minokoshi (* 1992), Tennisspielerin
- Satoru Kashiwase (* 1993), Fußballspieler
- Nanami Arai (* 1994), Mittelstreckenläufer
- Kazuma Kaya (* 1996), Kunstturner
- Kyōga Nakamura (* 1996), Fußballspieler
- Wataru Tanigawa (* 1996), Kunstturner
- Keiya Shiihashi (* 1997), Fußballspieler
- Rikuya Itō (* 1998), Sprinter
- Shinsaku Kudō (* 2004), Langstreckenläufer

## Angrenzende Städte und Gemeinden
- Narashino
- Ichikawa
- Yachiyo
- Kamagaya
- Shiroi